# Marinha Grande
Marinha Grande este un oraș în vestul Portugaliei, situat la 10 km de Oceanul Atlantic, la 13 km de orașul Leiria și la 147 km de Lisabona. Are o populație de 34.000 locuitori. Industria cea mai importantă este cea a sticlei, orașul având și un Muzeu al Sticlei.

## Demografia
Marinha Grande‏ - evoluția demografică

|  | Graficele sunt indisponibile din cauza unor probleme tehnice. Mai multe informații se găsesc la Phabricator și la wiki-ul MediaWiki. |

Date: Recensăminte sau birourile de statistică - grafică realizată de Wikipedia